# A Saar-vidék települései
Ez a szócikk a Saar-vidék településeit sorolja fel.
| Ábécé szerinti tartalomjegyzék                      |
| --------------------------------------------------- |
| A B C D E F G H I J K L M N O P Q R S T U V W X Y Z |

| Település                            |
| ------------------------------------ |
| Beckingen                            |
| Bexbach                              |
| Blieskastel                          |
| Bous                                 |
| Dillingen/Saar                       |
| Ensdorf                              |
| Eppelborn                            |
| Freisen                              |
| Friedrichsthal                       |
| Gersheim                             |
| Großrosseln                          |
| Heusweiler                           |
| Homburg (Kreisstadt)                 |
| Illingen                             |
| Kirkel                               |
| Kleinblittersdorf                    |
| Lebach                               |
| Losheim am See                       |
| Mandelbachtal                        |
| Marpingen                            |
| Merchweiler                          |
| Merzig (Kreisstadt)                  |
| Mettlach                             |
| Nalbach                              |
| Namborn                              |
| Neunkirchen (Kreisstadt)             |
| Nohfelden                            |
| Nonnweiler                           |
| Oberthal                             |
| Ottweiler                            |
| Perl                                 |
| Püttlingen                           |
| Quierschied                          |
| Rehlingen-Siersburg                  |
| Riegelsberg                          |
| Saarbrücken (Kreisstadt und RV-Sitz) |
| Saarlouis (Kreisstadt)               |
| Saarwellingen                        |
| Schiffweiler                         |
| Schmelz                              |
| Schwalbach                           |
| Spiesen-Elversberg                   |
| St. Ingbert (Mittelstadt)            |
| St. Wendel (Kreisstadt)              |
| Sulzbach/Saar                        |
| Tholey                               |
| Überherrn                            |
| Völklingen (Mittelstadt)             |
| Wadern                               |
| Wadgassen                            |
| Wallerfangen                         |
| Weiskirchen                          |